# Racer (videogioco)
Racer (nome completo: Racer Free Car Simulation) è un videogioco simulatore di corse automobilistiche che gira su Microsoft Windows, Linux e macOS, pubblicato gratuitamente nel 2000.

## Modalità di gioco
Sebbene sia nato prettamente come simulatore di guida, esso possiede caratteristiche comunemente implementate nei programmi di corse, come ad esempio le gare contro automobili pilotate dal computer o da utenti umani tramite il multiplayer. Tra i suoi punti di forza troviamo anche un modello fisico molto realistico e una grafica di buona qualità. Quest'ultima ha origine da un avanzato sistema di rendering, che permette l'uso dei riflessi sui modelli nonché altri effetti. Non è presente un modello di riproduzione dell'usura e dei danni, né la possibilità del pilota di fare carriera all'interno del programma.
Un'altra importante caratteristica di Racer è la sua "apertura" agli utenti. Mentre il software in sé è scritto esclusivamente dal creatore, tutte le parti relative alle auto, ai circuiti e ad altri dati sono ampiamente documentate. Inoltre sono parte integrante della release diversi strumenti utili per la creazione di propri veicoli e piste. Come risultato di questa politica, sono stati pubblicati dagli utenti un vasto numero di add-on di ogni tipo: Formula 1, Gran Turismo, veicoli d'epoca, camion, riproduzioni di guidatori, berline di lusso e perfino un carrello da supermercato. Allo stesso modo, i circuiti sono disponibili in varie tipologie, da quelli propriamente detti alle "strisce" usate per le gare dei dragster, dalle strade di montagna ai parcheggi.

## Pubblicazione
Racer è stato distribuito per la prima volta nell'agosto del 2000 e da allora è stato continuamente aggiornato fino al 2014. Al 2019 la versione più recente è la v0.9.0 RC10 per Windows, disponibile dal 22 agosto 2014 ed è rivolta a chi ha una scheda grafica potente. Per chi ha una scheda meno potente o datata, la versione di riferimento è la 0.6.5.5 del 30 marzo 2010 (solo per utenti Windows).
Come già detto in precedenza, Racer è gratuito e viene distribuito in licenza freeware, quindi senza scopi commerciali. Sebbene un codice sorgente di una versione più vecchia sia sempre disponibile, tale programma non si può comunque definire open source. Le auto e i circuiti vengono invece distribuiti sotto varie licenze, ma sempre a titolo gratuito.
Nonostante la sua politica user friendly, Racer rimane quindi un software a sorgente chiusa e privo di una squadra coordinata di sviluppatori. La comunità contribuisce a fornire i risultati dei test condotti da alcuni utenti e suggerimenti su caratteristiche da aggiungere o modificare, ma tutto il lavoro di sviluppo dipende principalmente dal tempo dedicato dal solo creatore. Questo aspetto si traduce in una cadenza irregolare degli aggiornamenti e dalla qualità variabile. Tuttavia, i miglioramenti tra una versione e l'altra sono sovente molto corposi e portatori di tante nuove funzionalità.